# Pilaria subalbipes
Pilaria subalbipes är en tvåvingeart som beskrevs av Alexander 1956. Pilaria subalbipes ingår i släktet Pilaria och familjen småharkrankar.
Artens utbredningsområde är Uganda. Inga underarter finns listade i Catalogue of Life.